# Liste der Baudenkmale in Nenndorf (Ostfriesland)
In der Liste der Baudenkmale in Nenndorf sind die Baudenkmale der niedersächsischen Gemeinde Nenndorf und ihrer Ortsteile aufgelistet. Der Stand der Liste ist der 30. Januar 2021. Die Quelle der Baudenkmale ist der Denkmalatlas Niedersachsen.

## Allgemein
In den Spalten befinden sich folgende Informationen:
- Lage: die Adresse des Baudenkmales und die geographischen Koordinaten. Kartenansicht, um Koordinaten zu setzen. In der Kartenansicht sind Baudenkmale ohne Koordinaten mit einem roten Marker dargestellt und können in der Karte gesetzt werden. Baudenkmale ohne Bild sind mit einem blauen Marker gekennzeichnet, Baudenkmale mit Bild mit einem grünen Marker.
- Bezeichnung: Bezeichnung des Baudenkmales
- Beschreibung: die Beschreibung des Baudenkmales. Unter § 3 Abs. 2 NDSchG werden Einzeldenkmale und unter § 3 Abs. 3 NDSchG Gruppen baulicher Anlagen und deren Bestandteile ausgewiesen.
- ID: die Objekt-ID des Baudenkmales
- Bild: ein Bild des Baudenkmales, ggf. zusätzlich mit einem Link zu weiteren Fotos des Baudenkmals im Medienarchiv Wikimedia Commons. Wenn man auf das Kamerasymbol klickt, können Fotos zu Baudenkmalen aus dieser Liste hochgeladen werden:

## Nenndorf

### Gruppe: Torfbrand-Ziegelei Nenndorf
Die Gruppe „Torfbrand-Ziegelei Nenndorf“ hat die ID 34603192.

| Lage                                         | Bezeichnung     | Beschreibung                                                                                         | ID       | Bild |
| -------------------------------------------- | --------------- | --- | -------- | ---- |
| Ziegeleistraße 7 53° 35′ 24″ N, 7° 25′ 13″ O | Ringofen        | Letztes Torfbrand-Klinkerwerk in NW-Niedersachsen, Ringofen in gulfähnlicher, holzverschalter Halle. | 34613559 | BW   |
| Ziegeleistraße 7 53° 35′ 22″ N, 7° 25′ 15″ O | Trockenschuppen | Holzverschalter Trockenschuppen.                                                                     | 34613588 | BW   |

### Gruppe: Nenndorf, Nenndorfer Mühle
Die Gruppe „Nenndorf, Nenndorfer Mühle“ hat die ID 34603173. Zu dieser Gruppe gehört noch ein Müllerhaus (ID = 34618675) welches in der Gemeinde Westerholt im Gastweg 2 befindet.

| Lage                                  | Bezeichnung | Beschreibung                                  | ID       | Bild           |
| ------------------------------------- | ----------- | --------------------------------------------- | -------- | -------------- |
| Gastweg 3 53° 35′ 17″ N, 7° 26′ 48″ O | Mühle       | Dreigeschossiger, oktonaler Galerieholländer. | 34613478 | Weitere Bilder |

## Ehemalige Baudenkmale
| Lage                        | Bezeichnung              | Beschreibung | ID | Bild |
| --------------------------- | ------------------------ | --- | -- | ---- |
| 53° 35′ 31″ N, 7° 25′ 49″ O | Wohn-/Wirtschaftsgebäude | Kleines Gulfhaus, Stallseite zweimal einspringend, Wirtschaftsteil mit Vollwalm und Rundbogenfenstern; Traufengesims, originale Fenster. Wesentliche schutzbegründende Bedeutung: Typus-/Stilausprägung (Anmerkung: Laut handschriftlichem Vermerk auf der Denkmalliste des Landkreises fand an dem Gebäude ein massiver Eingriff statt) |    | BW   |